# Hysterese
Hysterese, auch Hysteresis (altgriechisch ὑστέρησις hystérēsis, deutsch ‚Zuspät-‘ oder ‚Zukurzkommen‘), ist eine Wirkung, die verzögert gegenüber einer Änderung der Ursache auftritt (z. B. bei der thermostatgesteuerten Heizung die Differenz von Ein- und Ausschalttemperatur). Hysterese charakterisiert ein – bezogen auf die Eingangsgröße (bei der Heizung die Soll-Temperatur) – variant verzögertes Verhalten der bewirkten Ausgangsgröße (bei der Heizung die Ist-Temperatur), welche ihr Maximum bzw. ihr Minimum erreicht hat.
Allgemein formuliert handelt es sich bei Hysterese um ein Systemverhalten, bei dem die Ausgangsgröße nicht allein von der unabhängig veränderlichen Eingangsgröße, sondern auch vom vorherigen Zustand der Ausgangsgröße abhängt. Das System kann also – abhängig von der Vorgeschichte – bei gleicher Eingangsgröße einen von mehreren möglichen Zuständen einnehmen. Dieses Verhalten wird auch Pfadabhängigkeit genannt.
Hysterese tritt bei vielen natürlichen und technischen Vorgängen auf, insbesondere bei der Magnetisierung eines Magneten, in der Regelungstechnik und der Kybernetik.
Typisch für Hystereseverhalten ist das Auftreten einer Hystereseschleife, die entsteht, indem man die verursachende Größe zwischen zwei verschiedenen Werten hin und her bewegt. Das bekannteste Phänomen ist das Hystereseverhalten eines Ferromagneten in einem Magnetfeld: Wird ein nicht magnetisierter Ferromagnet einem externen Feld ausgesetzt und dieses danach ausgeschaltet, so behält der Ferromagnet je nach Polung (d. h. Richtung) des externen Feldes eine positive oder negative Magnetisierung. Diese Restmagnetisierung wird als Remanenz bezeichnet.

## Hysterese-Effekte

### Technik
- Kriechen führt zu Relaxationsvorgängen (Relaxationsdämpfung). Charakteristisch für solche Prozesse ist die Unabhängigkeit der Dämpfung von der Amplitude, jedoch eine Abhängigkeit von der Frequenz.
- Hysterese bei ferromagnetischen Werkstoffen: Die Magnetisierung eines solchen Werkstoffes hängt nicht nur von der außen anliegenden Feldstärke ab, sondern auch von der Vorgeschichte. Es wird eine Hystereseschleife durchlaufen (Hysteresezyklus).
- Hysterese bei Zellstoff
- Werkstofftechnik: Das elastisch-plastische Verformungsverhalten eines Werkstoffs unterliegt einer Hysterese. Bei der Auftragung im Spannungs-Dehnungs-Diagramm erhält man eine Hystereseschleife.
- Kybernetik und Regelungstechnik: Zweipunktregler besitzen immanentes Hysterese-Verhalten.
- Logikschaltungen / Interfaces: Schmitt-Trigger sind Schwellenwertschalter und erzeugen aus langsam ablaufenden Vorgängen exakte Logiksignale.
- Messtechnik: die Umkehrspanne von Zeigerinstrumenten wird auch Hysterese genannt. Sie rührt von mechanischen Ungenauigkeiten wie Spiel und/oder Reibung zum Beispiel in Lagern der Messgeräte her.
- Hysterese bei Herzschrittmacher-Reglern: Herzschrittmacher besitzen ein hysteresebehaftetes Ansprechverhalten. Üblicherweise wird eine bestimmte Interventionsfrequenz („Bedarfsfrequenz“) programmiert, z. B. 60 Schläge pro Minute. Der Schrittmacher greift normalerweise ein, sobald die Pulsfrequenz des Patienten unter die Bedarfsfrequenz abfällt und stimuliert den Herzmuskel mit 60 Impulsen pro Minute. Programmiert man dagegen die Hysteresefunktion, so springt der Schrittmacher erst bei einer tieferen Frequenz (z. B. 50 min−1) ein, stimuliert dann aber mit der Interventionsfrequenz (z. B. 60 min−1).
- Rheologie: Beim Fließverhalten von nicht-newtonschen thixotropen Fluiden wird ebenfalls von Hysterese gesprochen. Dabei ist die Änderung der Viskosität, d. h. die Verringerung der Zähigkeit eines solchen Fluids unter Einfluss eines konstanten Schergradienten, abhängig von der Dauer der Einwirkung. Mit Zunahme der Dauer der Einwirkung durch die Scherung ist der Hystereseeffekt zunehmend irreversibel.
- Bei Flüssigkristallen verlaufen Phasenänderungen in Form einer Hysteresekurve.
- Ferroelektrika besitzen ein der magnetischen Hysterese analoges elektrisches Hystereseverhalten
- Im Mobilfunk wird beim Handover zwischen zwei Basisstationen eine Hysterese angewendet. Ein bei Bewegung stattfindendes Gespräch soll die Basisstation erst wechseln, wenn das Sendesignal der aktuellen Basisstation 5 dB schlechter ist als das der neuen. Damit wird erreicht, dass bei gestörtem (inhomogenem) Feldverlauf nicht allzu oft übergeben werden muss.
- Um bei Dämmerungsschaltern auszuschließen, dass die in der Abenddämmerung gerade eingeschaltete Lampe die Umgebungshelligkeit über die Schaltschwelle anhebt und den Schalter damit wieder abschalten lässt, wird der Helligkeitswert zum Abschalten ausreichend weit oberhalb des Einschaltwerts angesetzt.
- Bodenphysik: Bei der Aufsättigung und Entwässerung von Böden ist die Beziehung zwischen Porenwasserdruck (Saugspannung) und Sättigungsgrad (oder Wassergehalt) hysteretisch. Hierdurch können sich zu einem Wassergehalt unterschiedliche Saugspannungen einstellen und umgekehrt. Vielfach ist bei einem Drainagevorgang bei gleicher Saugspannung der Wassergehalt höher als beim Benetzungsvorgang. Eine Erklärung liefert die Porenstruktur natürlicher Böden mit ihrer weiten Porengrößenverteilung. Beim Drainagevorgang werden große Poren, die von kleineren umgeben sind, erst entleert, wenn die Saugspannung die kleinen Poren zu entwässern vermag. Umgekehrt verhindern große Poren die Benetzung angrenzender kleiner Poren, bis die Saugspannung erreicht ist, die auch die großen Poren benetzen kann. Gemäß diesem Modell scheint Hysterese vor allem im Sandboden aufzutreten, während im Lehm kein signifikanter Effekt festgestellt werden konnte.
- auch bei Baustoffen kann die Feuchtigkeitsaufnahme und -abgabe Hysterese zeigen[2]
- Gassorptionsmessungen: unterschiedlicher Verlauf von Adsorptions- und Desorptionsisotherme

### Wirtschaftswissenschaften
In den Wirtschaftswissenschaften, etwa der Volkswirtschaftslehre, bezeichnet Hysterese etwa die Reaktion eines Marktes auf externe Einflüsse, nach deren Abklingen ein (Preis-)System nicht mehr in seinen Ausgangszustand zurückkehrt.

### Mathematik
In dynamischen Systemen bezeichnet die Hysterese ein Phänomen der Rückwärts-Bifurkation.

### Physiologie

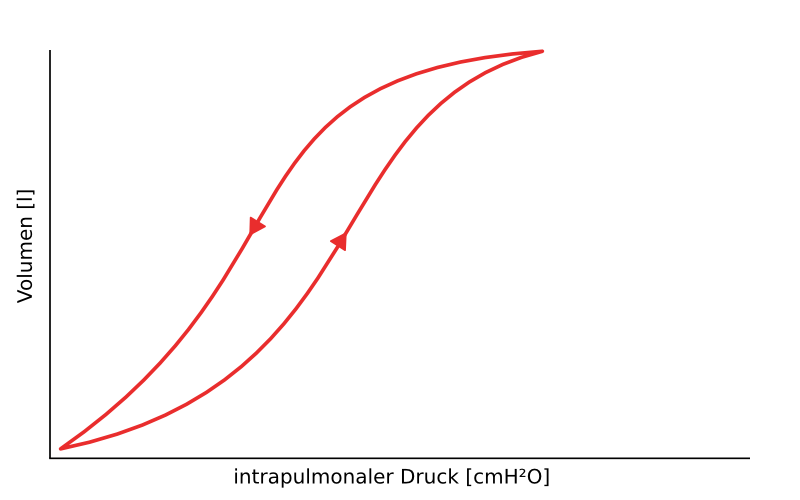
Ruhedehnungskurve der Lunge

In der Physiologie ist eine Hysterese u. a. in der Ruhedehnungskurve der Lunge zu finden. Damit bezeichnet man den Umstand, dass das Volumen der Lunge bei einer Abnahme des intrapulmonalen Drucks langsamer abnimmt als es bei einer Druckerhöhung zugenommen hat. Der Grund dafür ist in der Reorganisation der Moleküle des Surfactant-Faktors während des Atemzyklus zu sehen.
Thermische Hystereseproteine (THP) führen bei Tieren, z. B. Fischen, zu einem Gefrierschutz: wenn sie verstärkt in der Körperflüssigkeit vorliegen, kommt es zu einer thermischen oder Wärmehysterese bei der Eisbildung. Die Körperflüssigkeit gefriert dann bspw. erst bei −5 °C, taut allerdings bei 0 °C wieder auf. Dieses geschieht nicht durch eine Erhöhung der Molarität in der Extrazellulärflüssigkeit, sondern dadurch, dass die Bindung der THP an die Eiskristalle eine weitere Eisbildung verhindert.

### Hydrologie
Während des Hochwasserereignisses eines Flusses unterscheidet sich bei gleichem Wasserstand der Durchfluss bzw. die mittlere Fließgeschwindigkeit je nachdem, ob die Hochwasserwelle gerade kommt oder geht:
- beim Ansteigen des Wasserstands erhöht sich das Wasserspiegel-Lagengefälle, damit die Hangabtriebskraft, so die mittlere Fließgeschwindigkeit und deshalb auch der Durchfluss.
- beim Ablaufen der Hochwasserwelle dagegen verringert sich dieses Gefälle, weshalb Fließgeschwindigkeit und Durchfluss entsprechend abnehmen.

Je höher und kürzer die Hochwasserwelle, desto stärker macht sich der Hystereseeffekt bemerkbar.

## Beispiele zur Erklärung

### Zweipunktregler

Die „harte“ Hysterese des Zweipunktreglers wird in seinem Symbol veranschaulicht

Der Zweipunktregler ist ein typisches Beispiel. Trägt man die Ursache (Eingangsgröße) auf einer horizontalen Achse auf, sowie die Wirkung (Ausgangsgröße) auf der vertikalen Achse, so weist die Kurve zwei waagerechte Level auf. Der Übergang vom oberen auf den unteren Level findet bei einem niedereren x-Achsen-Punkt statt als der Übergang von unten nach oben, wodurch eine Hysterese erkennbar wird.
Als Beispiel dient das Ausklappen des Heckspoilers bei einem Auto: Diese „Luftklappe“ soll bei geringer Geschwindigkeit eingefahren und oberhalb von 80 km/h ausgefahren sein, um den Anpressdruck der Hinterräder zu erhöhen. Wenn das Auto in einer Kolonne fährt, deren Geschwindigkeit ständig zwischen 78 km/h und 83 km/h schwankt, würde das ständige Ein- und Ausfahren die Spoiler-Mechanik unnötig beanspruchen. Das wird durch ein hysteresebehaftetes Schaltverhalten vermieden:
- Oberhalb von 80 km/h wird ausgefahren, untere Linie auf der Hysteresekurve.
- Unterhalb von 60 km/h wird eingefahren, obere Linie auf der Hysteresekurve.

Der Zustand des Heckspoilers bei den zwischen den Schaltpunkten liegenden Geschwindigkeiten hängt von der Geschwindigkeits-Vorgeschichte ab:
- War das Auto vorher schneller, bleibt er ausgefahren, bis das Auto langsamer als 60 km/h fährt.
- War das Auto vorher langsamer, bleibt er eingefahren, bis das Auto schneller als 80 km/h fährt.

### Harte und weiche Hysteresekurve

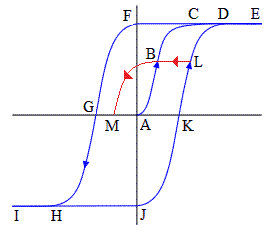
Harte Hysteresekurve mit Zwischenzuständen mit hoher Remanenz bei hoher Koerzitivfeldstärke

Harte Hysteresekurve eines Transformator-Eisenkerns ohne Luftspalt (Ringkern) mit hoher Remanenz bei kleiner Koerzitivfeldstärke

Weiche Hysteresekurve von einem EI-Transformator-Eisenkern mit Luftspalt und kleiner Remanenz bei kleiner Koerzitivfeldstärke

Die harte und die weiche Hysterese werden im Folgenden am Magnetismus erklärt. Die drei Bilder zeigen Hysteresekurven eines Dauermagneten mit harter Hysteresekurve, der eine hohe Koerzitivfeldstärke und eine hohe Remanenz besitzt, sowie zweier Transformator-Eisenkerne (siehe auch: Dynamoblech), die eine kleine Koerzitivfeldstärke und unterschiedlich starke Neigungen, magnetische Scherung und Remanenzen besitzen; die beiden letzteren Diagramme stellen eine harte und eine weiche Hysteresekurve dar, die anders als ein dauermagnetisches Material nur eine kleine Koerzitivfeldstärke haben.
Ein einzelner Weiss-Bezirk eines ferromagnetischen Stoffes besitzt eine steile, in der Mitte fast senkrecht verlaufende, harte Hysteresekurve mit bistabilem Verhalten – ein Effekt, der in den jungen Jahren der Computertechnik zum Speichern von Bits in einem Kernspeicher verwendet wurde. Bei Ferromagnetismus in einem rechteckigen, ausgestanzten Trafoblech liegen diese weissschen Bezirke zwar in der Walzrichtung des Ausgangsbleches, aber zum Beispiel bei einem M-Schnitt nur in zwei Schenkeln günstig zur Magnetfeldrichtung. Weil der Magnetfluss jedoch auch durch Schenkel laufen muss, bei denen die Orientierung der Weisschen Bezirke nicht in Magnetflussrichtung liegt und die deshalb eine geneigte Kurve haben, gibt es eine Gesamtsumme von Millionen „Schaltern“ (Weiss-Bezirken), die sich in ihrer Orientierung zur Magnetfeldrichtung voneinander unterscheiden. Die Summe aller dieser fast senkrechten und geneigten Hysteresekurven ist die „weiche“ und geneigte Hysteresekurve im Bild in der Mitte rechts. Bei einem Ringkerntransformator dagegen liegt die Orientierung aller weissschen Bezirke durch das Walzen in Magnetflussrichtung, was eine steil verlaufende, harte (Gesamt-)Hysteresekurve ergibt. Die Ummagnetisierungsenergie ist hierbei am kleinsten, was auch der kleinsten Fläche innerhalb der Hysteresekurve entspricht. Man spricht deshalb dann von harten Rechteckkernen mit einer steil verlaufenden Hysteresekurve, die jedoch ebenfalls wie die Weiche Kurve, kurz vor der Kernsättigung mit einem Bogen, in die fast Waagerechte abbiegt. Dabei gibt es – abhängig von der Anzahl der in Magnetflussrichtung orientierten weissschen Bezirke im Verhältnis zu den quer dazu liegenden – besondere Phänomene:
- Nur wenn das Eisenstück entmagnetisiert war, ist der Startpunkt bei A. Das blaue Kurvenstück von A über B nach C heißt auch „jungfräuliche“ Kurve oder „Neukurve“.
- Man kann mit einem Elektromagneten bis zum Punkt B in einer Richtung magnetisieren und dann – nach Umpolen des Elektromagneten – auf der roten Kurve bis zum Punkt M gehen. Dann wurden nur wenige Weiss-Bezirke in ihrer Orientierung geändert. Der vertikale Abstand zur horizontalen Achse, gibt an, wie viele Bezirke beeinflusst wurden. Er sagt etwas über die Flussdichte aus.
- Man kann auch von A bis C oder bis D oder bis E gehen – das hängt davon ab, wie stark der Elektromagnet ist. Zwischen C und E sind alle Weiss-Bezirke parallel orientiert, dann spricht man von Sättigung. Eine weitere Erhöhung des Spulenstromes verstärkt nur noch unwesentlich den magnetischen Fluss im Eisen.
- Wenn der Elektromagnet abgeschaltet wird, gelangt man zurück bis F. Ob F genauso hoch liegt wie C oder schon ein wenig oder sogar viel tiefer, hängt von der Remanenz ab. Diese ist von der Bauform, u. a. vom (Rest)Luftspalt abhängig.
- Polt man den Elektromagneten um und erhöht langsam die Spannungszeitfläche, gelangt man zum Punkt G. Das Eisenstück ist entmagnetisiert worden, solange das Gegenfeld anliegt. Dazu musste die Koerzitivfeldstärke des Kernes im Elektromagneten überwunden werden. Nach dem Ausschalten des Gegenfeldes läuft die Magnetisierung wie eine elastische Feder wieder auf den vorigen Wert F. Zum Nullpunkt A gelangt man nur, wenn man die Aussteuerung der Hysteresekurve in kleinen Schritten oder kontinuierlich, durch ein sich ständig umpolendes und kleiner werdendes Gegenfeld verkleinert (Entmagnetisierung).